# 八寶圳
八寶圳位於台灣臺中市，為創設於1824年的灌溉用水圳。該水利工程水源取自大甲溪，兩條支線分別途經台灣石岡區、豐原區、潭子區及太平區等地區，總長約54公里。

## 歷史
八寶圳首由蔡政元於道光4年（1824年）開鑿，後經台中仕紳林秋江、林朝棟等人開發後漸具規模。1895年，台灣日治時期開始，初期八寶圳仍由林家掌管。1907年，八寶圳成為台灣總督府轄下水利單位，稱為官設埤圳並以官民共同負擔方式繼續屯墾，至今仍為台灣台中地區農田水利的主要幹線，並成為該轄區能由甘蔗、甘薯產區轉型為水稻田區的關鍵。日治時期擴建聚興經軍功至旱溪間圳路，並進行進水口改善工程。
其中八寶圳的上游又分出一條水圳，提供社寮角水力發電廠之用，故此條支圳又稱為「電火圳」。最後八寶圳在石岡區和盛村從大甲溪開挖一條支流，沿著山邊流到石岡水壩下游附近匯入大甲溪。

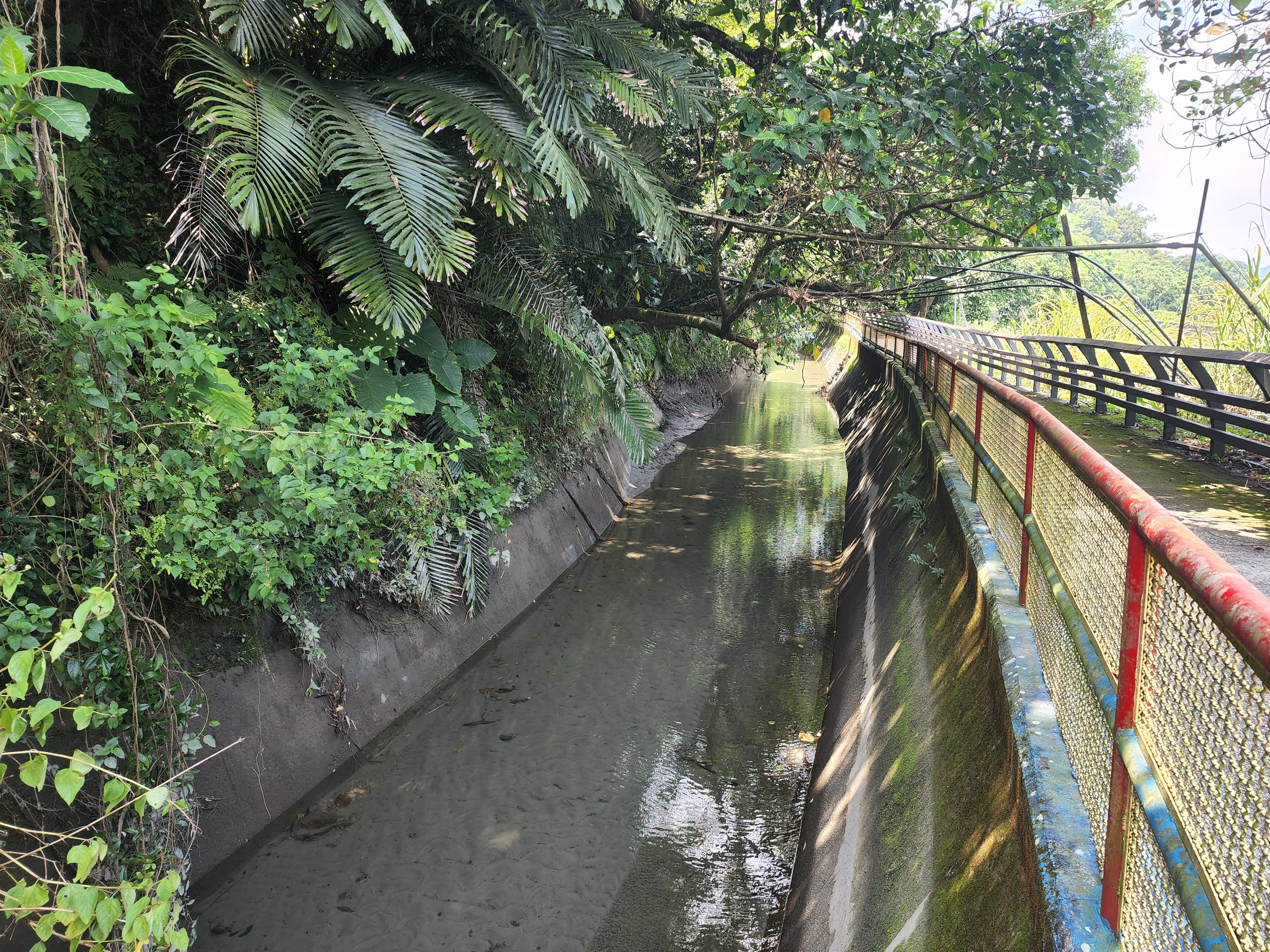
電火圳

## 延伸閱讀
- 臺中農田水利會